# 和楽器

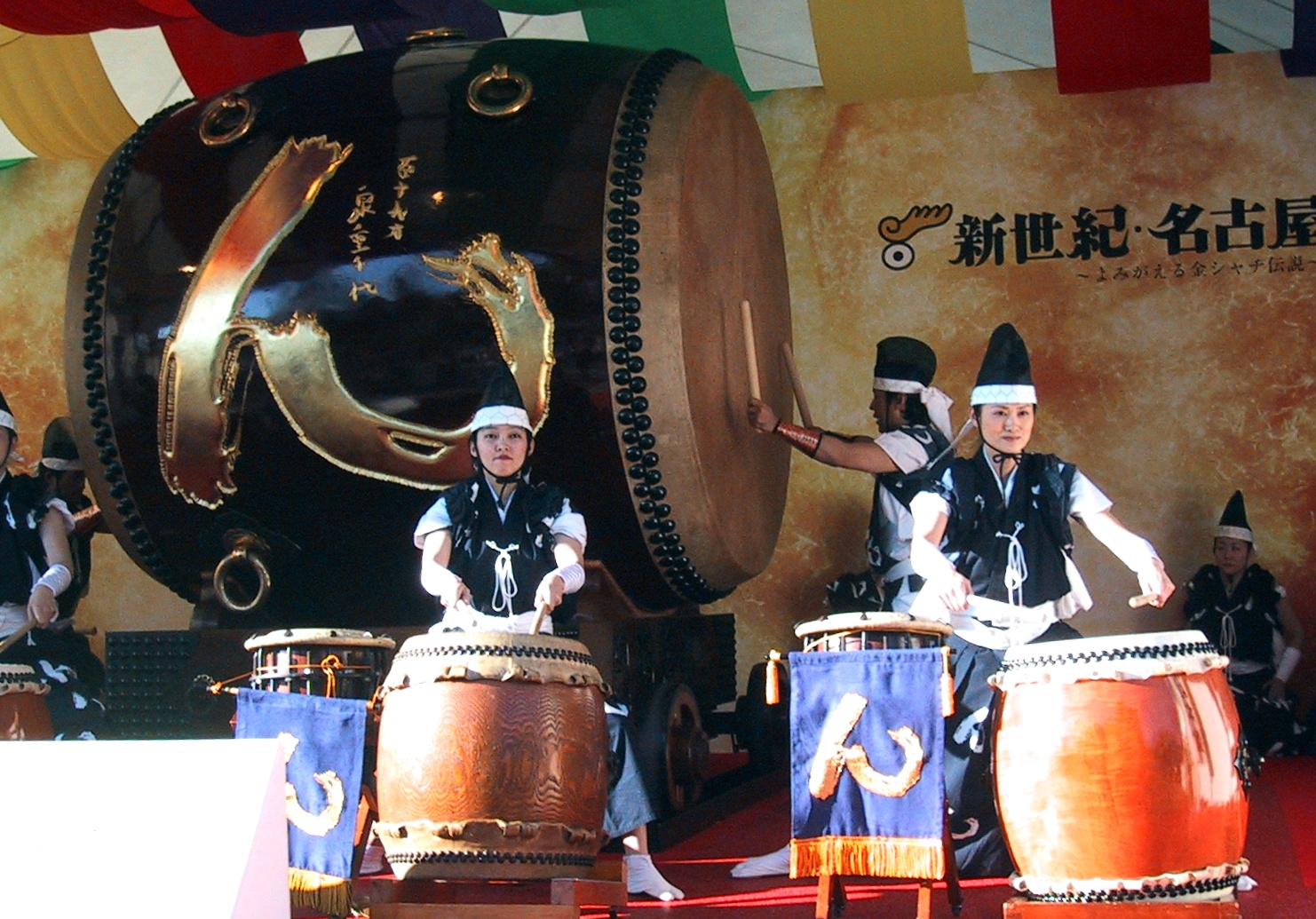
【打楽器】大型の祭太鼓（祭事で用いる大型の鋲打太鼓）の演奏／画像は志多らの公演。

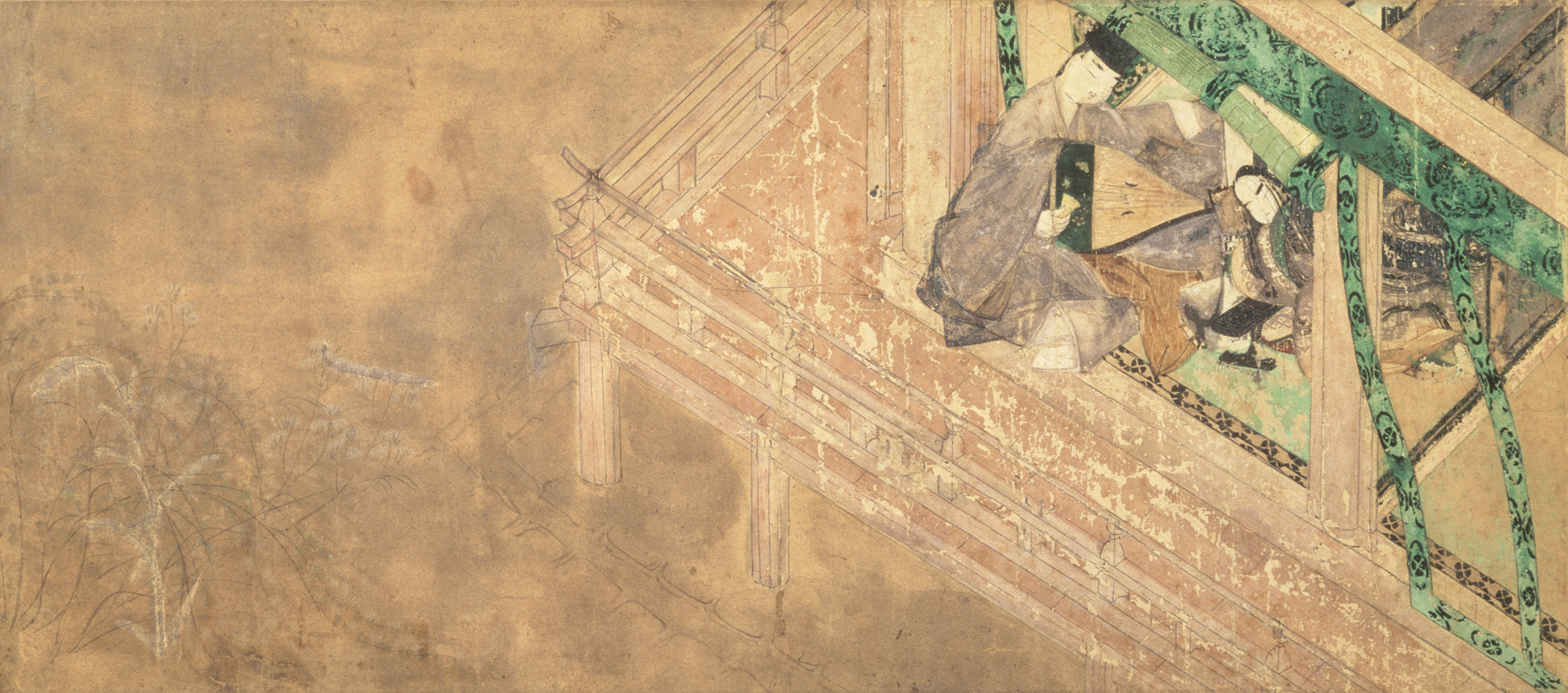
【弦楽器】平安貴族の男性が琵琶を奏で、女性が聴き惚れている。／男性は『源氏物語』の主人公の一人である匂宮、女性は宇治の中君。絵は『源氏物語絵巻』宿木の一場面。平安時代後期頃の作。

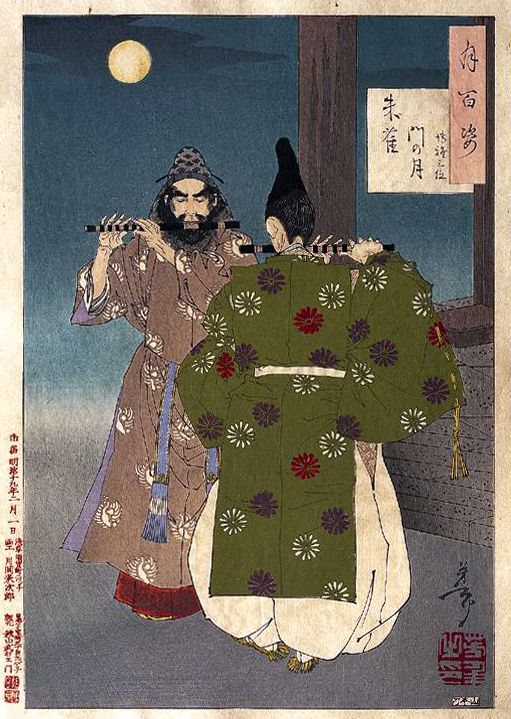
【管楽器】名笛を奏でる朱雀門の鬼に挑む雅楽の名手・源博雅（手前）／月岡芳年『月百姿 朱雀門の月 博雅三位』／浮世絵揃物『月百姿』の第19図。1886年（明治19年）刊行。縦大判錦絵。

和楽器（わがっき）とは、日本で伝統的に使われてきた楽器。和太鼓・和琴・尺八・三味線など、先史時代に原形があるものから近世生まれのものまで、種類は多種多様である。
「和」は「日本」を意味するが、「邦（くに、国）」と「楽器」を合わせた邦楽器（ほうがっき）も結果的同義。日本の伝統楽器などという表現もある。英語では "traditional Japanese musical instruments " あるいは "Japanese traditional instruments " と表現する。

## 概要
大陸文化の影響を受ける以前から伝承される日本固有の楽器としては、和琴が挙げられ、神楽笛（かぐらぶえ）や笏拍子（しゃくびょうし）土笛(つちぶえ)、石笛(いわぶえ)なども日本固有の物と見なされる。その他の和楽器は殆どが、大陸から渡来した楽器を基としているが、日本の文化の中でその形を変え、独自に進化を遂げていった。「雅楽の琵琶」 (楽琵琶) の様に、大陸では既に失われてしまった楽器もある。
アイヌ音楽の楽器であるムックリやトンコリ、沖縄音楽の楽器三線、南九州地方のゴッタンもこの項の解説に含む。

## 特徴

### 音色の追求

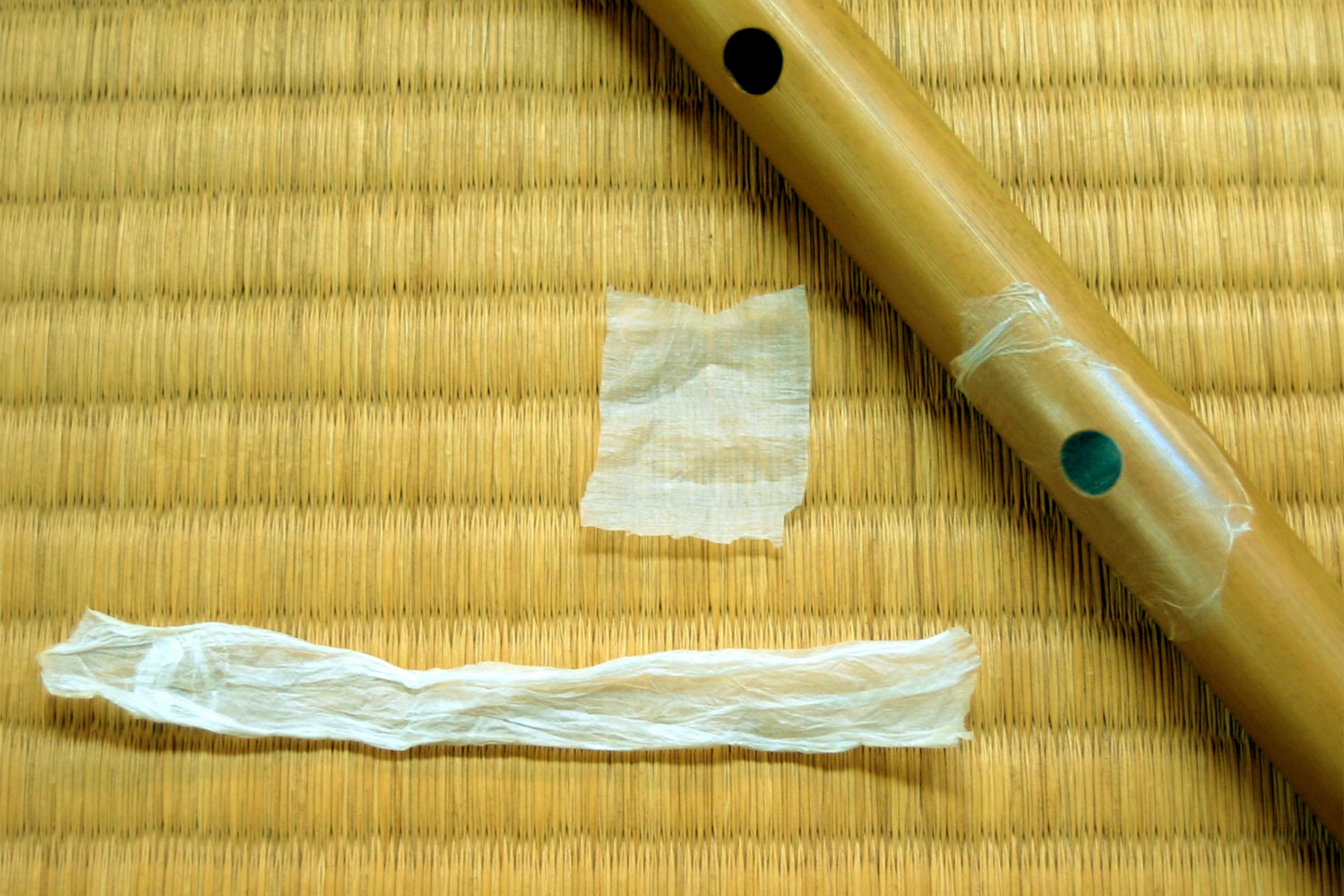
竹紙を貼り付けるために作られた笛の響穴。竹紙の振動、乾湿具合で音色が変わる。

和楽器では、極めて微細な音色の変化を尊重、追求する。そのため、特に室内系和楽器の音色の洗練度は非常に高い。例えば三味線では駒ひとつで大きく音色が変化し、中でも地歌三味線では、一人の奏者が何個もの駒を持ち、その日の天候、楽器のコンディション、曲の雰囲気などに合わせて使い分ける。駒の重さといった細かい差異も追求されている。
また西洋楽器が操作機能や音域拡大、分担化の追求により分化、発展したのに比べ、和楽器は音色の追求により分化・発展していった。三味線音楽の種目ごとに楽器各部や撥、駒、弦 (糸) に僅かな差異があるのがその好例である。胡弓の弓も、ヴァイオリンの弓が機能的に改良されたのとは違って、音色の追求により改良され現在の形になった。弦楽器は現在でも絹糸の弦にこだわるが（箏は経済的な事情でテトロンが多くなった）、これも絹糸でしか出せない音色を尊重するためである。

### 雑音の美
和楽器では雑音（噪音） の美が認められ、その要素が取り入れられていることが大きな特徴である。近代以降の西洋音楽の楽器（洋楽器）は、倍音以外を出そうとすることはなく、また近隣の中国や朝鮮の音楽と比べても、和楽器には噪音（倍音以外の音）を多く含む音を出す楽器の比率が高い。三味線や楽琵琶を除く各種琵琶の雑音付加機構「さわり」はその代表例である。また通常は噪音を出さない楽器にも噪音を出すための奏法がある。これには、楽器が大陸から日本に伝来し定着する過程で、そのような変化や工夫が加わっていったためと推測される。

### 小さい音量
和楽器は、西洋音楽のモダンな同属楽器と比較すると音量が小さいものが多い。古典派以降の西洋音楽では、建築学の進化とともに建設された大規模なコンサートホールのような広い空間で演奏するためにより大音量を要求され、奏法や楽器自体に大きな音が出るように改良され（ヴァイオリン、フルートなど）、それに向かなかった楽器（ヴィオール属、リュート、リコーダーなど）が淘汰されたのに対し、日本では比較的小規模な空間で演奏することが多く、楽器の多くが音量による淘汰を免れたためである。そのため和楽器では、耳をこらして微細な音色の変化を賞玩するために音色が洗練・追求された。ただし音量の増大を目的とした改良も行なわれている（山田検校の箏改良など）。
一方、祭礼（祭囃子、神楽など）のために屋外で演奏される分野の楽器は、西洋と比較しても音量が大きい。和太鼓、鉦、鐘、篳篥、横笛、法螺がこれに相当する。また、浄瑠璃や長唄の三味線は歌舞伎・文楽・日本舞踊といった伝統芸能と共に用いられてきたため、広い劇場でもよく聞こえるよう、音量を増す方向に進化した。

### シンプルに改良
また、楽器の改良もシンプルな方向に進むことが多かった。尺八、幕末の一弦琴や二弦琴はその最たる例である。これは、簡潔さの中にこそ美があり、そこに魂や霊が宿り神や仏に近づくという日本独特の美意識・思想が音に反映されたものである。ただし、近親調への転調は近世邦楽では非常に多い。
例：箏・三味線における「楽曲途中での調弦変更（『転調』）（地歌を参照」）や、尺八・篠笛の「指穴半開」、「持ち替え」
和琴などを除き、ほとんどの楽器は大陸伝来のものに変化が加えられたものである。日本古来の歌舞や日本人の感性に合うような改良や、材料が国内で入手しやすいものに変えられていった点（ただし三味線や琵琶では江戸時代でも輸入材である唐木が使われたことが少なくない）と、また前述の「噪音」の追加が主な変化である。

## 主な和楽器
和楽器の場合、弦楽器は糸 (絹糸) を用い 、管楽器は竹でできているので、楽器、ひいては音楽を「糸竹 (いとたけ・しちく)」と呼ぶこともある。古代中国では楽器を材料で8種に分類し、これを「八音」と呼んだ。日本でも古くはこれに従ったが、普通は「弾き物 (弦楽器) 」「吹き物 (管楽器) 」「打ち物 (打楽器)」に分けることが多い。和楽器においても西洋楽器と同様に弦楽器、木管楽器、金管楽器、打楽器に分ける事はできる。

### 弦楽器

#### ツィター属

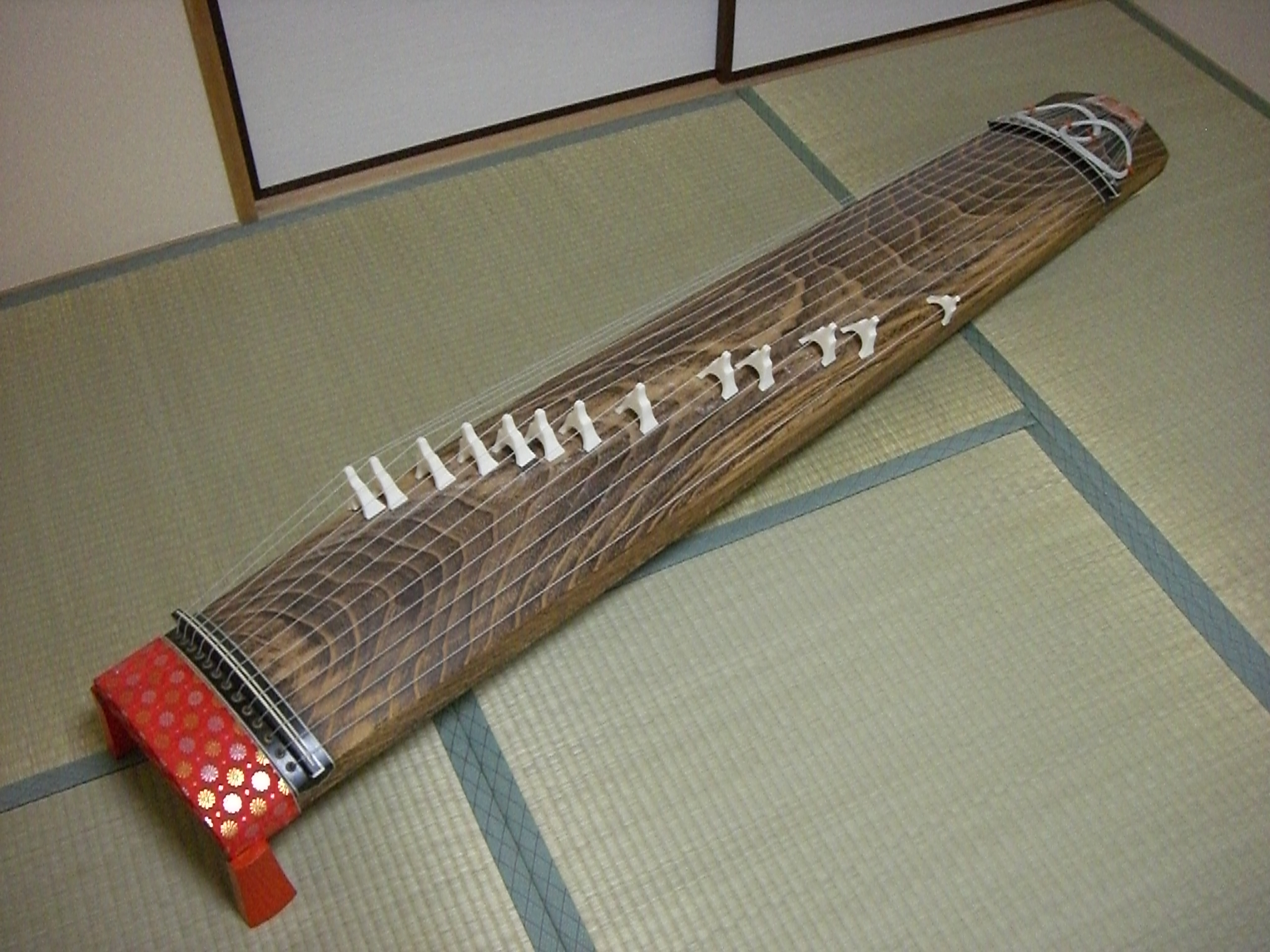
一般的な十三絃の箏

- 和琴（わごん） - 大和琴/倭琴（やまとごと）ともいう。
- 箏（そう、こと）
  - 楽箏（がくそう）
  - 筑紫箏
  - 俗箏（ぞくそう、ぞくごと）
    - 琉球箏

  - 短箏（たんごと）
  - 十五絃（じゅうごげん）
  - 十七絃箏（じゅうしちげん そう）
  - 二十絃箏（にじゅうげん こと）
  - 二十一絃箏（にじゅういちげん こと）
  - 二十五絃箏（にじゅうごげん こと）
  - 三十絃（さんじゅうげん）
  - 八十絃（はちじゅうげん）
- 一絃琴 (いちげん きん)
- 二絃琴 (にげん きん)
  - 八雲琴 (やぐも ごと)
  - 東流二弦琴 (あずまりゅう にげんきん)
- 新羅琴 (しらぎ ごと)
- 大正琴（たいしょうこと）
- 正倉院瑟 (しょうそういん しつ)

- 三弦琴 (さんげんきん)

#### ハープ属
- 箜篌（くご）

#### リュート属
- 琵琶（びわ）
  - 楽琵琶（がく びわ）
  - 五弦琵琶 (ごげん びわ)
  - 盲僧琵琶（もうそう びわ）
  - 平家琵琶（へいけ びわ）
  - 薩摩琵琶（さつま びわ）
  - 筑前琵琶（ちくぜん びわ）
  - 錦琵琶 (にしき びわ)
  - 鶴田琵琶 (つるた びわ）
- 三味線（しゃみせん）

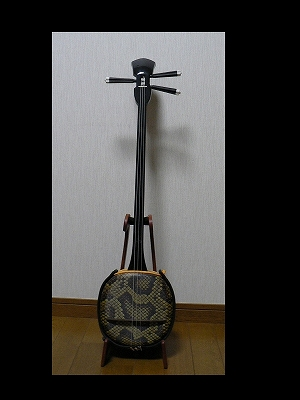
三線

  - 柳川三味線（やながわ しゃみせん、九州三味線）
  - 京三味線（きょうしゃみせん）
  - 細棹（ほそざお）
  - 中棹（ちゅうざお）
  - 地歌用三絃（じうた よう さんげん） - 地歌用の三絃。中棹に分類されることが多いが、構造等に若干の違いがある。
  - 太棹（ふとざお）
- 三線（さんしん）、蛇皮線（じゃびせん）
- ゴッタン（ごったん）
- トンコリ（とんこり）
- カ　(か)アイヌの擦弦楽器
- 胡弓（こきゅう）
  - 三弦胡弓 (さんげん こきゅう)
  - 藤植流四弦胡弓 (ふじうえりゅう よんげん こきゅう)
  - 大胡弓 (だい こきゅう)
  - 明治胡弓 (めいじ こきゅう)
  - 五絃胡弓 (ごげん こきゅう)
  - 四絃胡弓（よんげん こきゅう） - 藤植流のものとは別。
  - 玲琴 (れいきん)
  - 提琴 (ていきん)

### 管楽器

#### 無簧管楽器 (木管楽器に相当)

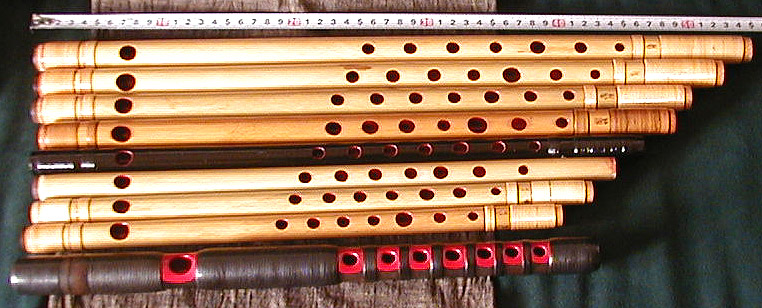
上部より篠笛8本と能管1本

- 横笛（よこぶえ、おうてき、ようじょう）
  - 神楽笛（かぐらぶえ、大和笛）
  - 龍笛（りゅうてき、竜笛）
  - 高麗笛（こまぶえ、狛笛）
  - 能管（のうかん）
  - 篠笛（しのぶえ）
- 古代尺八 (こだい しゃくはち)
- 尺八（しゃくはち）
  - 一節切（ひとよぎり）
  - 天吹（てんぷく）

#### 複簧管楽器 (木管楽器に相当)

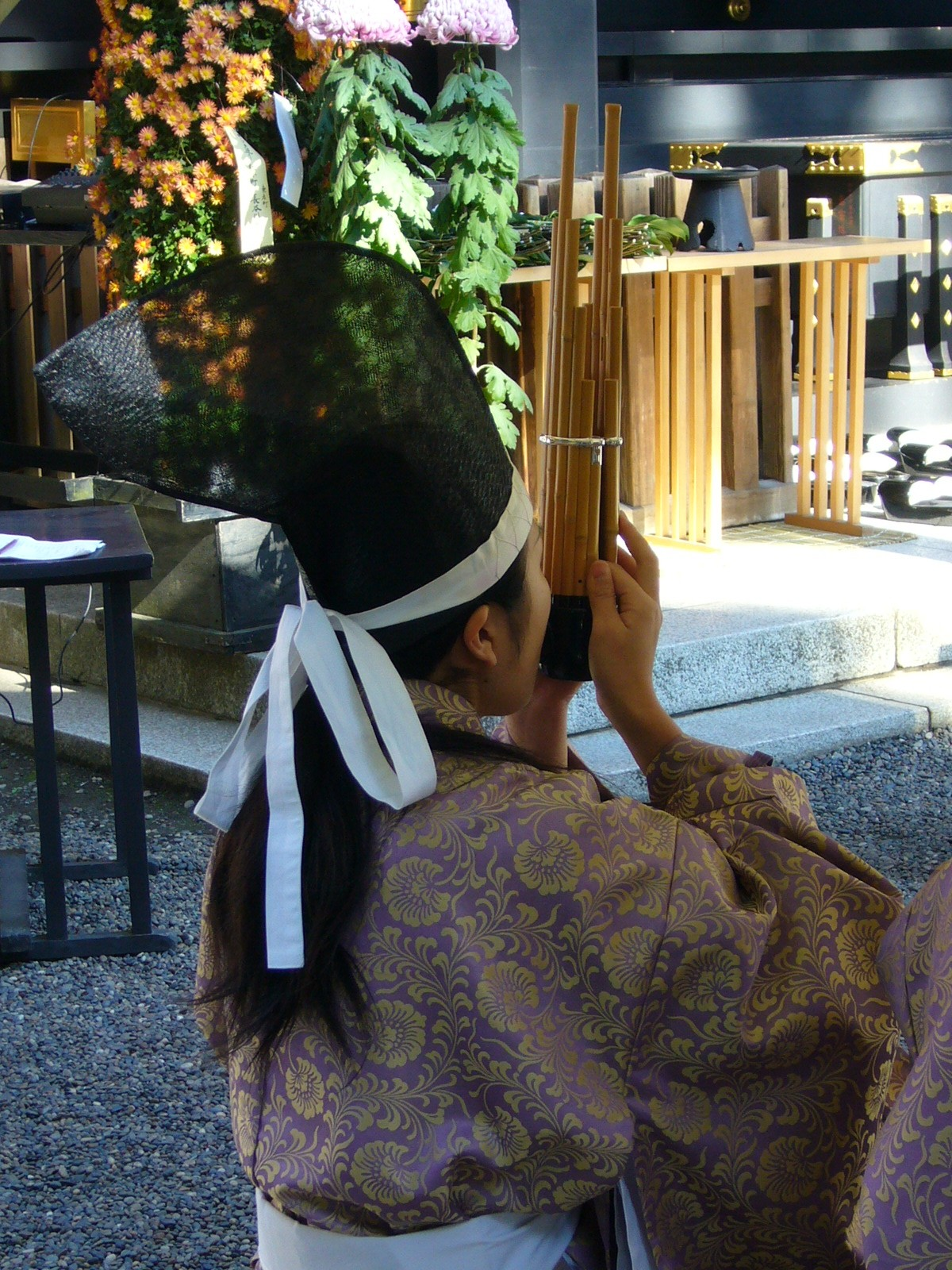
笙。香取神宮にて

- 篳篥（ひちりき）
- 大篳篥 (おお ひちりき)

#### 自由簧管楽器
- 笙（しょう、鳳笙（ほうしょう））
- 竽 (う） - 用字は「竽」（竹部に于）。

#### 唇簧管楽器 (金管楽器に相当)
- 法螺（ほら、ほら貝）

気鳴楽器
土笛(つちぶえ)
石笛(いわぶえ)

### 打楽器
和太鼓

#### 体鳴楽器
- 拍子（ひょうし）
  - 笏拍子（しゃくびょうし）

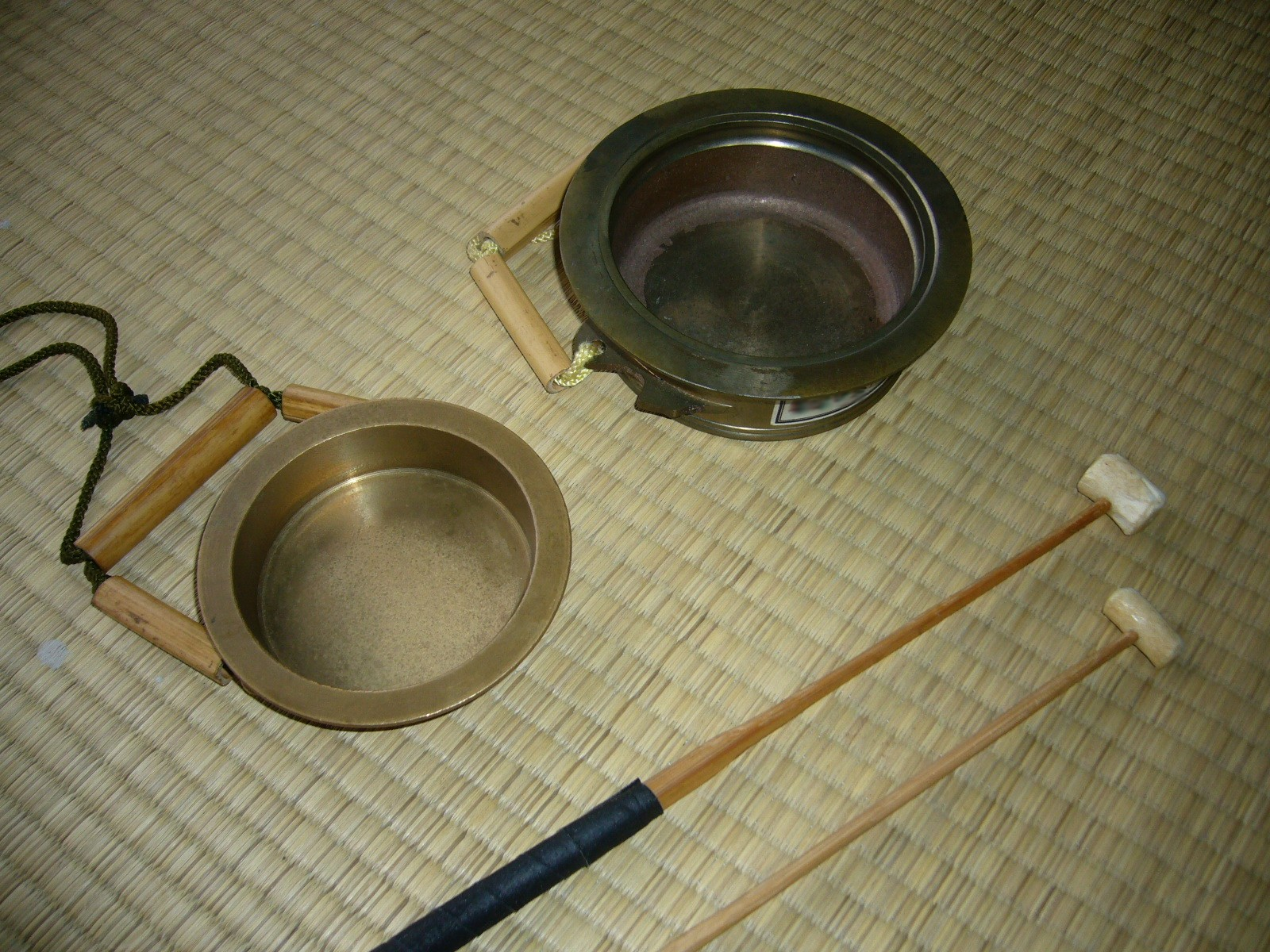
鉦

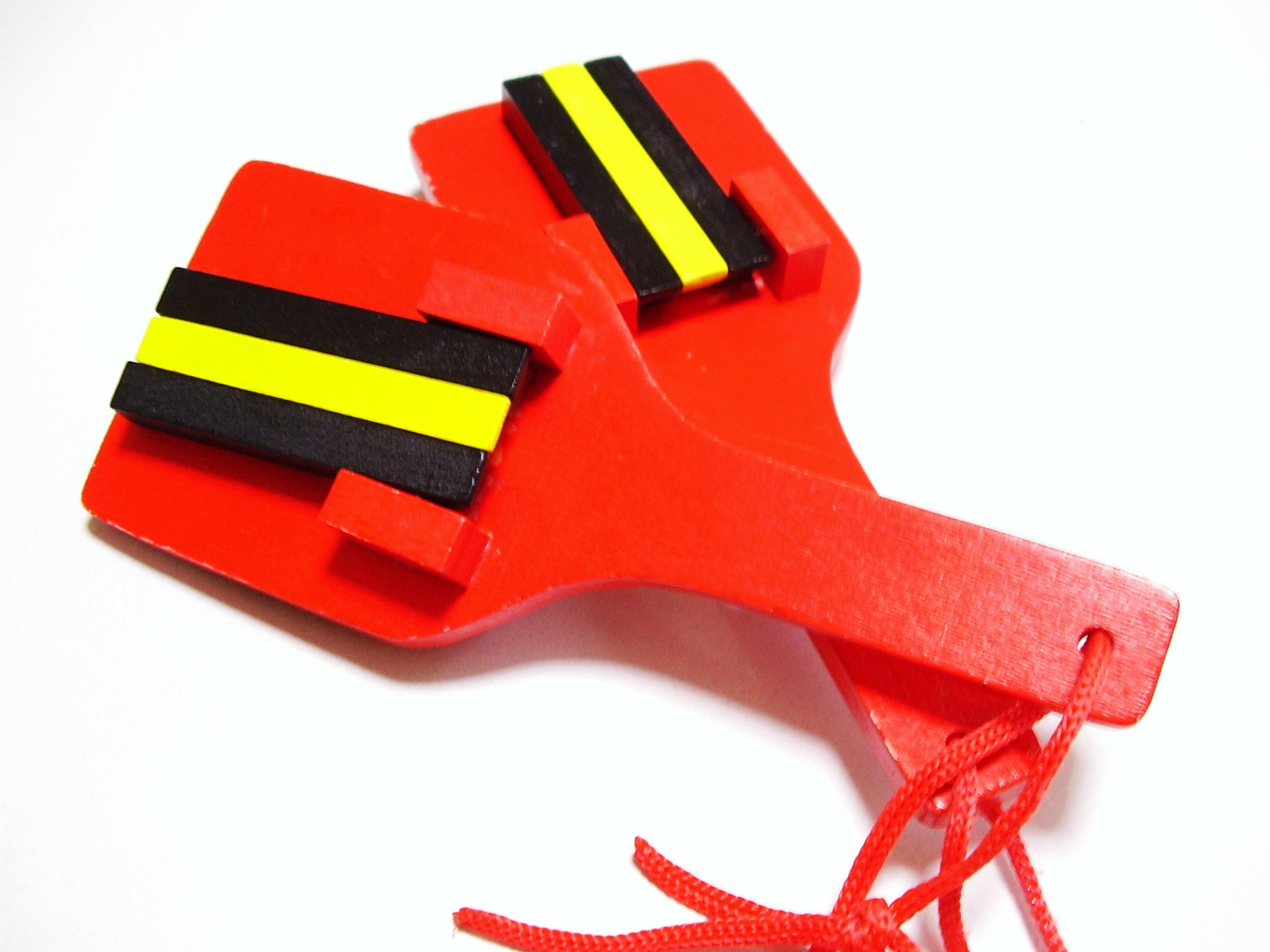
鳴子

  - 拍子木（ひょうしぎ）、ツケ (歌舞伎)、柝（き）
  - 小切子（こきりこ）
  - 四つ竹（よつだけ）
- 鉦（かね、しょう）
  - 鉦鼓（しょうこ）
  - 金鉦（きんしょう）
  - 「りん」、「おりん」、「きん」
  - コンチキ
  - 当たり鉦（あたりがね）、摺鉦（すりがね）、チャンギリ、チャンチキ
- 鈴（すず、れい、りん）
- 銅鑼（どら）、和ドラ
- 妙八（みょうばち）、妙鉢
  - チャッパ、銅鉢（どうばち）、銅拍子（どびょうし）
- 方響 (ほうきょう)
- 鳴物（なりもの）
  - ささら（すりざさら、棒ささら、ささらこ）
  - こきりこ、びんささら（びんざさら、こきりこささら）
  - 鳴子（なるこ）
- 石琴（せっきん）
  - サヌカイト
- ムックリ、口琴（こうきん）

#### 膜鳴楽器

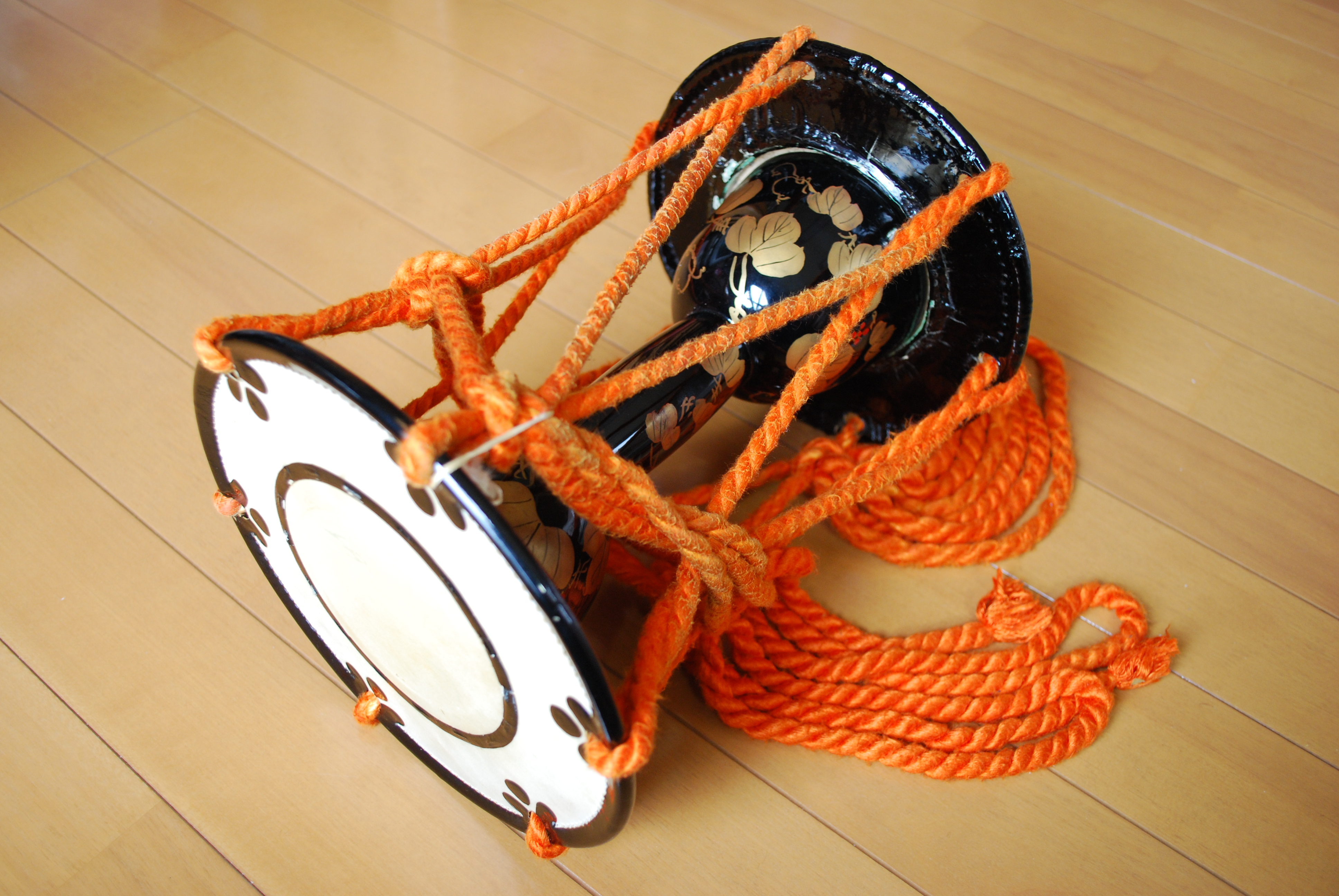
小鼓o

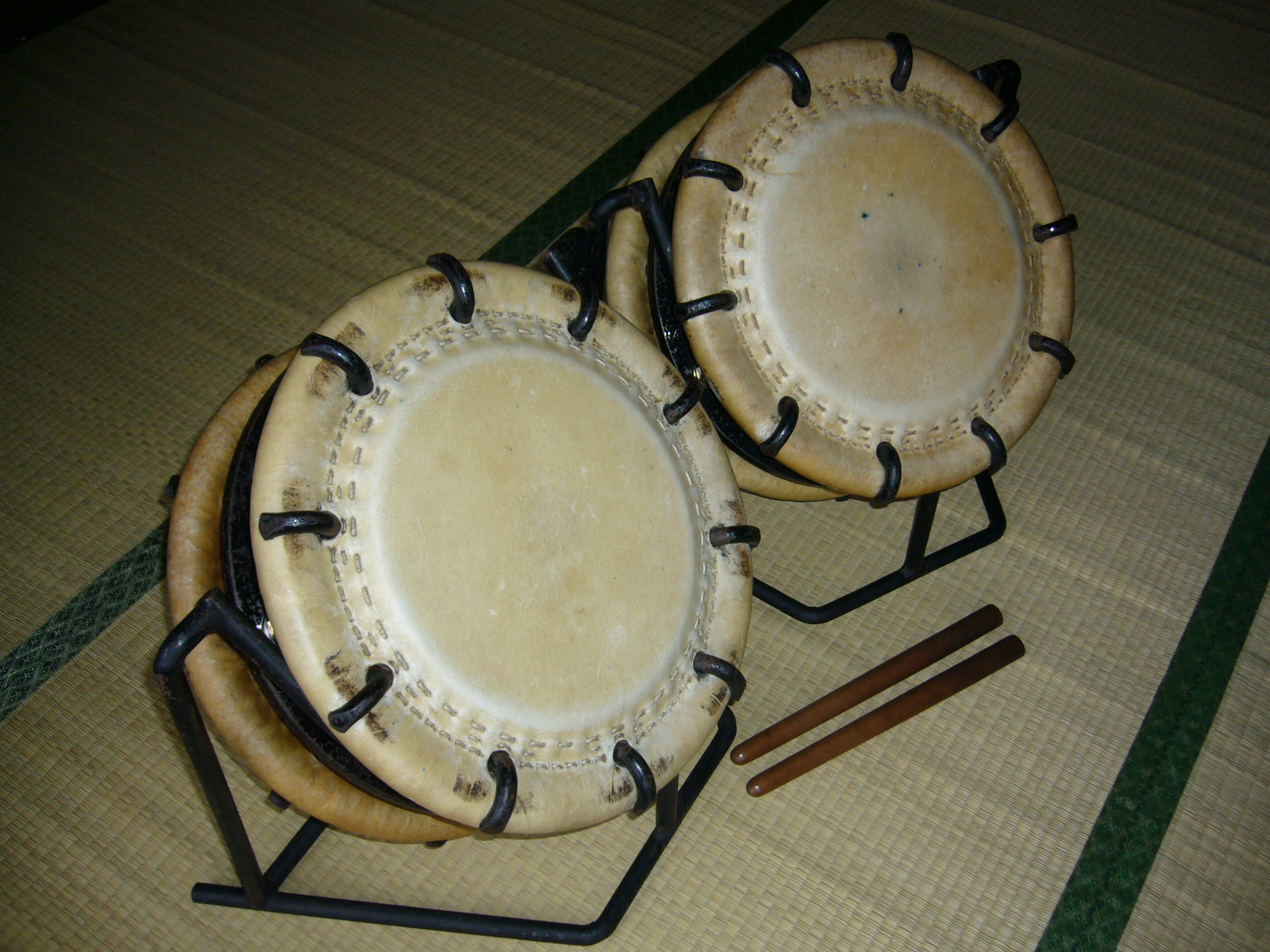
締太鼓

- 最広義の和太鼓（わだいこ） - 日本の太鼓（膜鳴楽器）の総称。
- 枠太鼓（わくだいこ） - フレームドラムの日本での名称。
- 鼓（つづみ）
  - 羯鼓/鞨鼓（かっこ）
  - 三ノ鼓 (さんのつづみ)
  - 手鼓（てつづみ、しゅこ） - フレームドラム（枠太鼓）の一種。柄が付いていて、桴（ばち）を用いないで手で打ち鳴らす鼓。特に、能楽や長唄囃子で用いる小鼓。ただし、桴で打ち鳴らす「柄太鼓（えだいこ）」も「手鼓（しゅこ）」と呼ばれる。
  - 小鼓（こつづみ）
  - 大鼓（おおかわ、おおつづみ）
  - 壱鼓 (いっこ)
  - 振鼓（ふりつづみ） - 中国の鼗（とう。別表記：鞉、鞀）の日本での名称。舞楽で舞人が用いる枠太鼓。似せて作られた玩具は「でんでん太鼓」という。
- 団扇太鼓（うちわだいこ） - フレームドラム（枠太鼓）の一種。宗教道具（例：日蓮宗と法華宗の題目太鼓）、民具（例：盆踊、総踊）、伝統芸能（例：歌舞伎囃子）などとして用いられる。
- パーランクー - 沖縄特有の、柄の無い手持ちのフレームドラム（枠太鼓）。
- 広義の和太鼓（わだいこ）
  - 大太鼓（おおだいこ）、小太鼓（こだいこ） - 世界に偏在する太鼓を大きさで区別した場合の名称。楽太鼓の鼉太鼓/大太鼓（だだいこ）も大太鼓（おおだいこ）の一種。
  - 鋲打太鼓（びょううちだいこ） - ほとんどは狭義の和太鼓であるが、楽太鼓にも鋲打太鼓はある。
  - 楽太鼓（がくだいこ。別名：火焔太鼓）

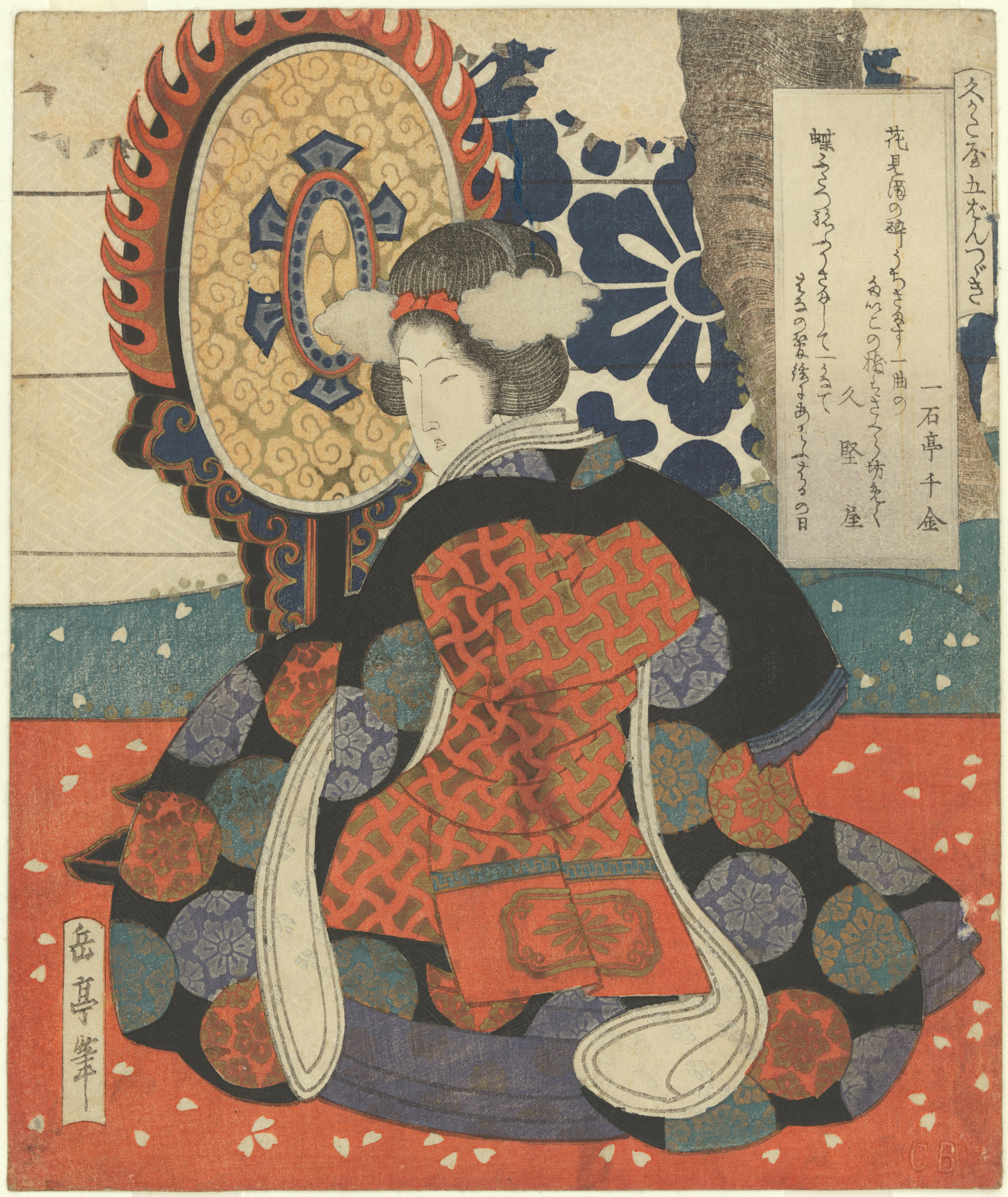
鼉太鼓、釣太鼓

- -     - 鼉太鼓/大太鼓（だだいこ）、釣太鼓（つりだいこ）、担太鼓/荷太鼓（にないだいこ）

  - 狭義の和太鼓（わだいこ）
    - 長胴太鼓（ながどうだいこ）、桶胴太鼓（たるどうだいこ）、締太鼓（しめだいこ）、大拍子（だいびょうし）、柄太鼓（えだいこ） - これらは構造に基づく区別。柄太鼓は柄付きか否かの区別。
    - 宮太鼓（みやだいこ）、祭太鼓（まつりだいこ）、触れ太鼓（ふれだいこ）、櫓太鼓（やぐらだいこ）、曳太鼓（ひきだいこ）、担太鼓/荷太鼓（にないだいこ、にだいこ）、題目太鼓（だいもくだいこ） - これらは用途に基づく区別。
    - 猿楽太鼓（さるがくだいこ）、平丸太鼓（ひらまるだいこ。別名：平釣太鼓。とりわけ小さなものは豆太鼓〈まめだいこ〉という） - 用いる分野ごとにある個別の名称。

### 宗教用具

#### 弦
- 梓弓（あずさゆみ）

#### 打
- 太鼓 (たいこ)
  - 団扇太鼓（うちわだいこ） - 日蓮宗と法華宗が題目太鼓として用いる。
- 鐘（かね、しょう）
  - 梵鐘（ぼんしょう）
  - 半鐘（はんしょう）
- 木魚（もくぎょ）
  - 木鉦（もくしょう）
  - 魚板（ぎょばん）、板木（ばんぎ）
- 鈴（すず、れい、りん）
  - 巡礼鈴（じゅんれいすず）、振鈴（しんれい）
  - 巫女鈴（みこすず）
- 錫杖（しゃくじょう）

### 民具的・玩具的楽器
- 笛玩具
  - 鳩笛（はとぶえ）
- 太鼓
  - 団扇太鼓（うちわだいこ）
  - でんでん太鼓 - 振鼓（ふりつづみ）に似せて作られた玩具。元の名「振鼓」で呼ばれることもある。
- 鈴 (すず)
  - 風鈴 (ふうりん)
  - 土鈴（どれい）

## 関連書籍
- 郡司すみ 編、ヘンリー・ジョンソン  訳『A Dictionary of Traditional Japanese Musical Instruments: From Prehistory to the Edo Period』エイデル研究所、2012年9月。ISBN 4-87168-513-6、ISBN 978-4-87168-513-9